# Justizanstalt

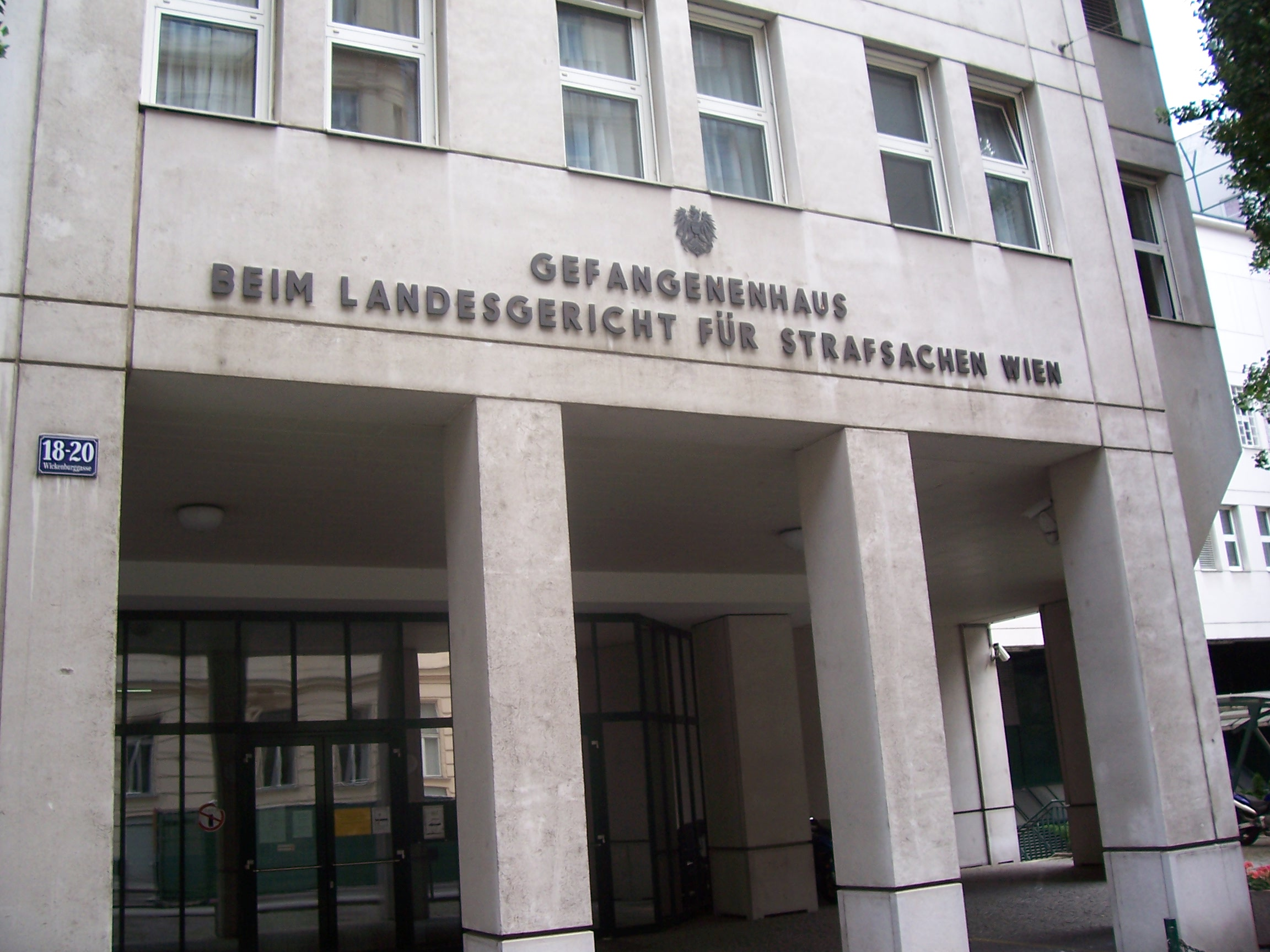
Eingangsbereich der Justizanstalt Wien-Josefstadt

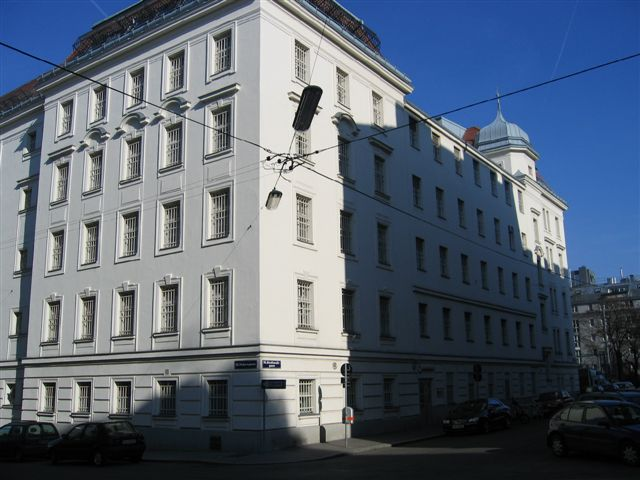
Hausfassade der Justizanstalt Wien-Favoriten

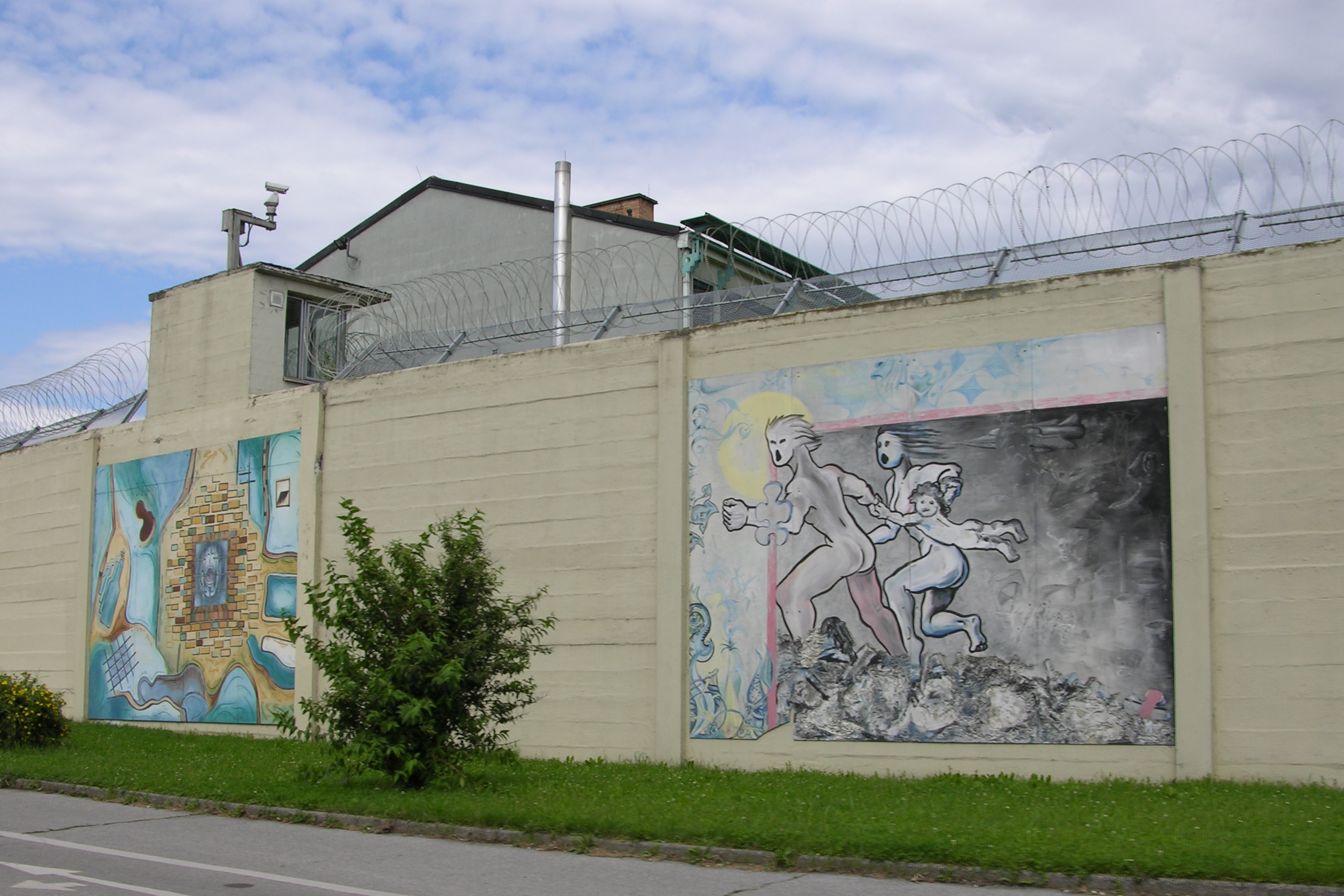
Außenmauer der Justizanstalt Graz-Karlau

Der Begriff Justizanstalt (JA) bezeichnet in Österreich alle Gefängnisse des judikativen Strafvollzugs. Diese Einrichtungen sind dem Bundesministerium für Justiz unterstellt und für den Vollzug von Freiheitsstrafen und Untersuchungshaft oder den Maßnahmenvollzug ausgelegt.
Bei Justizanstalten wird gesetzlich zwischen gerichtlichen Gefangenenhäusern und Strafvollzugsanstalten unterschieden. Zudem bestehen auch vier Forensisch-Therapeutische Zentren für den Maßnahmenvollzug. Maßgeblich für den Vollzug von Freiheitsstrafen in Österreich ist dabei das Strafvollzugsgesetz (StVG) sowie das vom Ministerium erlassene Vollzugshandbuch (VZH). Neben der Durchführung der Strafhaft werden in den österreichischen Justizanstalten auch Untersuchungshäftlinge und Inhaftierte des Maßnahmenvollzugs untergebracht.
Vergleichbare Einrichtungen in Deutschland werden als Justizvollzugsanstalten bezeichnet, in der Schweiz heißen die der Justiz unterstellten Gefängnisse Strafanstalten.

## Österreichisches Strafvollzugswesen

### Konzept und Zweck
Im Strafvollzugsgesetz (StVG) definiert der § 20 den Zweck des Strafvollzugs. In Österreich liegt dem Strafvollzug kein Rachegedanke, sondern ein Resozialisierungsgedanke zu Grunde. Die Häftlinge sollen während ihrer Haftzeit darauf hingewiesen werden, dass ihr Handeln falsch und verwerflich war. In diesem Sinne liegt der Grundgedanke des österreichischen Strafvollzugs in der Wiedereinführung der Straftäter in die Gesellschaft.
Die Abschließung der Gefangenen wird ebenso hauptsächlich zu diesem Zweck sowie zur Aufrechterhaltung der Sicherheit und Ordnung innerhalb der Justizanstalt durchgeführt. Dies ist in § 20 Abs. 2 StVG definiert. Eine totale Abschließung ohne Aussicht auf Bewährung, wie dies teilweise in Supermax-Gefängnissen in den Vereinigten Staaten praktiziert wird, widerspricht der Selbstdefinition des österreichischen Strafvollzugs.
Diesem Konzept folgt allerdings nicht die Unterbringung im Maßnahmenvollzug. Untergebrachte im Maßnahmenvollzug sind zwar ebenfalls dem Resozialisierungsgedanken unterworfen, allerdings zielen die Maßnahmen meistens gegen die Gefährlichkeit der Täter ab. Daher ist der Zweck einer Unterbringung im Maßnahmenvollzug meistens der Schutz der Gesellschaft vor dem Straftäter bzw. dessen „geistiger oder seelischer Abartigkeit“ sowie der Versuch der Heilung von selbiger.
Im Maßnahmenvollzug gegen entwöhnungsbedürftige Rechtsbrecher ist der Zweck der Unterbringung wiederum der, den Gefangenen vom „Mißbrauch berauschender Mittel oder Suchtmittel zu entwöhnen“. Dagegen sind gefährliche Rückfallstäter ausschließlich aufgrund ihrer „schädlichen Lebenseinstellung“ im Maßnahmenvollzug untergebracht, sind also von der Gesellschaft fernzuhalten.

### Haftgründe und -arten
In Österreich wird zwischen acht verschiedenen Arten der Unterbringung in Haft unterschieden. Dabei werden nicht alle Arten in Justizanstalten (wozu Strafvollzugsanstalten, gerichtliche Gefangenenhäuser und Sonderanstalten zählen) vollzogen, sondern auch in Arrestzellen der Polizeiinspektionen und in Polizeianhaltezentren.
- Verwahrungshaft ist eine vorläufige, maximal 48 Stunden dauernde, Unterbringung in einer Arrestzelle bei begründetem Straftatverdacht bis zur Überstellung in die Untersuchungshaft.
- Untersuchungshaft ist eine Haftart, in der einer Straftat verdächtigte Personen maximal bis zu zwei Jahre beziehungsweise bis zum Beginn ihrer strafgerichtlichen Hauptverhandlung angehalten werden können. Diese wird in den gerichtlichen Gefangenenhäusern vollzogen.
- Strafhaft entsteht durch ein gerichtliches Urteil oder durch eine Ersatzfreiheitsstrafe im Fall von uneinbringlichen Geldstrafen. Sie wird entweder in einem gerichtlichen Gefangenenhaus oder in einer Strafvollzugsanstalt vollzogen.
- Unterbringung in einem Forensisch-Therapeutischen Zentrum ist eine vorbeugende, freiheitsentziehende Maßnahme, die zusätzlich zur fälligen Freiheitsstrafe ausgesprochen und in den Forensisch-Therapeutischen Zentren der Justiz vollzogen wird.
- Verwaltungsstrafhaft von 12 Stunden bis zu 6 Wochen kann für verwaltungsstrafrechtliche Tatbestände oder für uneinbringliche Geldstrafen aus dem Verwaltungsstrafrecht verhängt werden. Sie wird in der Regel in Polizeianhaltezentren vollzogen.
- Polizeiliche Haft ist eine Form der vorläufigen, maximal 24 Stunden dauernden Unterbringung in einer Arrestzelle aufgrund eines Verfahrens wegen eines Delikts des Verwaltungsstrafrechts.
- Fremdenpolizeiliche Haft bedeutet die unmittelbare Unterbringung von Personen in Arrestzellen der Polizei zur anschließenden Vorführung bei der Fremdenpolizeibehörde.
- Schubhaft ist die Inhaftierung von zur Abschiebung nach dem Fremdenpolizeigesetz 2005 vorgesehenen Personen in einem Zeitraum von maximal 18 Monaten in einem Polizeilichen Anhaltezentrum.[3]

### Besonderheiten des Strafvollzugs

#### Rechtshilfe Liechtenstein
Mit dem Vertrag zwischen der Republik Österreich und dem Fürstentum Liechtenstein über die Unterbringung von Häftlingen wurde vereinbart, dass auch von Liechtensteiner Gerichten verhängte Haftstrafen in österreichischen Justizanstalten abgebüßt werden. Da das Fürstentum Liechtenstein über keine eigenen Strafvollzugsanstalten verfügte, wurden sämtliche Häftlinge des Kleinstaats für die Dauer ihrer Haftstrafe an die österreichische Justiz überstellt und in österreichischen Justizanstalten untergebracht. Mittlerweile verfügt das Fürstentum über ein eigenes Landesgefängnis mit 20 Haftplätzen, welches eine Zeit lang auch Häftlinge mit einer Haftdauer von unter zwei Jahren aufnahm. Da das Liechtensteinische Landesgefängnis aber nicht mehr internationalen Anforderungen genügte, wurde 2017 in einem memorandum of understanding zwischen der Liechtensteinischen und der österreichischen Regierung vereinbart, dass sämtliche Strafgefangene und Inhaftierte des Maßnahmenvollzugs der österreichischen Justiz überstellt werden. Dies ist nur möglich, wenn der Gefangene wegen einer Tat verurteilt wurde, die auch in Österreich strafbar ist und seine Haftdauer die nach österreichischem Recht maximal festgelegte Haftdauer nicht überschreitet. Darüber hinaus dürfen die Häftlinge keine politisch oder steuerrechtlich verurteilten Straftäter sein.
Der Vertrag wurde am 4. Juni 1982 vom damaligen österreichischen Justizminister, Christian Broda und dem Liechtensteiner Regierungschef, Hans Brunhart unterzeichnet. Die Ratifikationsurkunden zwischen Bundespräsident Rudolf Kirchschläger, gegengezeichnet durch Bundeskanzler Fred Sinowatz, und Fürst Franz Josef II. wurde am 9. Juni 1983 übergeben. Daraufhin trat das Rechtshilfeabkommen am 1. September 1983 in Kraft.
Im Jahr 2012 waren 15 liechtensteinische Häftlinge mit insgesamt 4338 Hafttagen in österreichischen Strafvollzugsanstalten untergebracht. Dies entsprach knapp 25 Prozent der Gesamtauslastung des liechtensteinischen Landesgefängnisses.

#### Haftentlastungsprogramm
Im Sommer 2007 schlug die damalige Justizministerin Maria Berger vor, zur Entlastung der überfüllten österreichischen Justizanstalten ein Haftentlastungsprogramm zu beginnen. Dieses sah unter anderem vor, dass Personen, welche zu einer Ersatzfreiheitsstrafe verurteilt wurden, diese nicht antreten, sondern stattdessen gemeinnützige Arbeit verrichten müssen. Das Motto dieser Aktion wurde von der Justizministerin mit „Schwitzen statt Sitzen“ festgelegt. Weitere Punkte des Maßnahmenpakets waren die Ausweitung bedingter Entlassungen durch die Aufhebung der Generalprävention bei der Zwei-Drittel-Entlassung, mehr Weisungen und Bewährungshilfe, das Absehen von der Durchführung der Freiheitsstrafe bei gleichzeitiger Ausweisung und Aufenthaltsverbot sowie die Einführung der elektronischen Fußfessel im österreichischen Strafvollzug. Obwohl der Koalitionspartner der SPÖ in der Bundesregierung Gusenbauer, die ÖVP, zunächst skeptisch auf den Vorschlag reagierte, signalisierten letztlich auch Politiker der Volkspartei Zustimmung zum Haftentlastungsprogramm. Lediglich die Parteien BZÖ und FPÖ lehnten die Einführung ab. Die Justizministerin entgegnete den Kritikern des Programms, dass sie sich nicht erwarte, dass viele Verurteilte das Programm in Anspruch nehmen werden, vielmehr erwarte sie einen Anstieg bei jenen Personen, die ihre Schulden letztlich doch bezahlen, um der „drohenden“ Arbeit zu entgehen. So sollten laut der Ministerin bis zu 10.000 Haftplätze eingespart werden.
Am 7. November 2007 wurde die Gesetzesvorlage vom Ministerrat abgesegnet und dem Nationalrat übergeben. Dieser genehmigte den Gesetzesvorschlag mit einer Reihe anderer Gesetzesänderungen in seiner Sitzung am 5. Dezember. Das neue Haftentlastungspaket erlangte damit am 1. Jänner 2008 Rechtsgültigkeit. Aufgrund der massiven Überbelastung der österreichischen Justizanstalten wurde mit den ersten bedingten Entlassungen bereits kurz nach dem Inkrafttreten des Gesetzes begonnen.
In einer Aussendung von Justizministerin Berger im Juli 2008, in der sie eine Bilanz über ihre bisherige Amtszeit zog, bezeichnete diese das Haftentlastungsprogramm als vollen Erfolg. So sind die durchschnittlichen Inhaftierungszahlen von 8.850 bis 9.100 im Jahr 2007 auf bis zu 8.044 Personen Anfang Juli 2008 abgesunken. Gleichzeitig stieg – ebenfalls als Auswirkung des Haftentlastungsprogramms – die Zahl der bedingten Entlassungen von 923 im ersten beziehungsweise 845 Personen im zweiten Halbjahr 2007 auf 1.584 bedingt Entlassene im ersten Halbjahr 2008. Von der neu geschaffenen Möglichkeit der Ausreise für inhaftierte Nicht-Österreicher inklusive Rückkehrverbot machten 152 Personen aus 30 verschiedenen Nationen im ersten Halbjahr 2008 Gebrauch.

#### Justizbetreuungsagentur
Im April 2008 wurde bekannt, dass das Bundesministerium für Justiz plante, einen eng eingegrenzten Teilbereich der Strafvollzugsaufgaben an ein privates Unternehmen abzugeben. Mit der neu geschaffenen Justizbetreuungsagentur sollte es dann laut den Plänen der Justizministerin möglich sein, vermehrt Fachärzte und Psychologen in den Justizanstalten über diese Agentur anzustellen. Auslöser dieser Neuüberlegung waren besonders die gestiegenen Kosten bei der Betreuung der im Maßnahmenvollzug gegen geistig abnorme Rechtsbrecher Untergebrachten. Da das Justizministerium mit den eigenen Planstellen den gestiegenen Bedarf an Fachpersonal nicht mehr zu decken gedenkt, sollten Ärzte und Psychologen in Zukunft privatrechtlich über die Agentur angestellt werden.
Kritik an dieser Überlegung kam besonders vom Rechnungshof, der Volksanwaltschaft, der Personalvertretung der nicht-uniformierten Justizangestellten sowie dem grünen Justizsprecher im Nationalrat, Albert Steinhauser. Insbesondere wurde ein Verlust der bisherigen Qualität der Betreuung befürchtet. Die Kritik wurde laut Information des Bundesministeriums geprüft und der entsprechende Gesetzesvorschlag überarbeitet. Am 14. Mai wurde der endgültige Gesetzesvorschlag schließlich an den Nationalrat übermittelt und am 5. Juni von diesem angenommen. Das Justizbetreuungsagentur-Gesetz erlangte damit Gesetzeskraft.

#### Elektronische Aufsicht
Die Elektronische Aufsicht, umgangssprachlich meist Elektronische Fußfessel genannt, ist eine Möglichkeit zur Strafmilderung im österreichischen Strafvollzug. Gesetzlich möglich ist diese seit 1. September 2010. Dienen soll diese Haftform, bei der sich der Gefangene zuhause aufhalten kann, wo er allerdings mittels eines elektronischen Überwachungswerkzeugs unter Hausarrest gestellt ist, vor allem der Entlastung der Justizanstalten. Zugleich wird der Häftling nicht völlig aus seinem sozialen und beruflichen Umfeld herausgerissen, was letztlich auch der Resozialisierung zugutekommen soll. Generell ausgenommen vom Einsatz der elektronischen Aufsicht sind Personen im Maßnahmenvollzug. Sexualstraftätern wird die Bewilligung der elektronischen Aufsicht durch die Einforderung eines Gutachtens erschwert beziehungsweise unmöglich gemacht.

## Arten von Justizanstalten
Gesetzlich werden die Justizanstalten in gerichtliche Gefangenenhäuser, Strafvollzugsanstalten und Sonderanstalten unterschieden (§ 8 StVG). In der Praxis kommen zu diesen Typen noch spezielle Strafanstalten für Jugendliche, für weibliche Straftäter sowie für lungenkranke Inhaftierte. Einzelnen Justizanstalten sind außerdem noch Außenstellen organisatorisch angegliedert, in denen zumeist der gelockerte Strafvollzug durchgeführt wird.

### Gerichtliche Gefangenenhäuser
Im Bundesgebiet existieren 15 gerichtliche Gefangenenhäuser, wobei jeweils jedem der 16 für Strafsachen zuständigen Landesgerichte ein gerichtliches Gefangenenhaus angeschlossen ist. Im Bereich des Landesgerichts Steyr übernimmt die Funktion eines gerichtlichen Gefangenenhauses eine Außenstelle der Justizanstalt Garsten, die bis 2010 eine eigenständige Justizanstalt war. Meistens sind die gerichtlichen Gefangenenhäuser baulich direkt an das Gerichtsgebäude angeschlossen oder befinden sich in unmittelbarer Nähe des selbigen. Eine Ausnahme bilden hier die Justizanstalten Salzburg und Innsbruck, die sich beide etwas außerhalb der Stadtzentren – im Fall von Salzburg sogar in der Umlandgemeinde Puch bei Hallein – und damit einige Kilometer entfernt vom zuständigen Landesgericht befinden. Im Gefängnistyp des gerichtlichen Gefangenenhauses werden vornehmlich Untersuchungshäftlinge festgehalten sowie Freiheitsstrafen bis zu 18 Monaten abgebüßt.

### Strafvollzugsanstalten

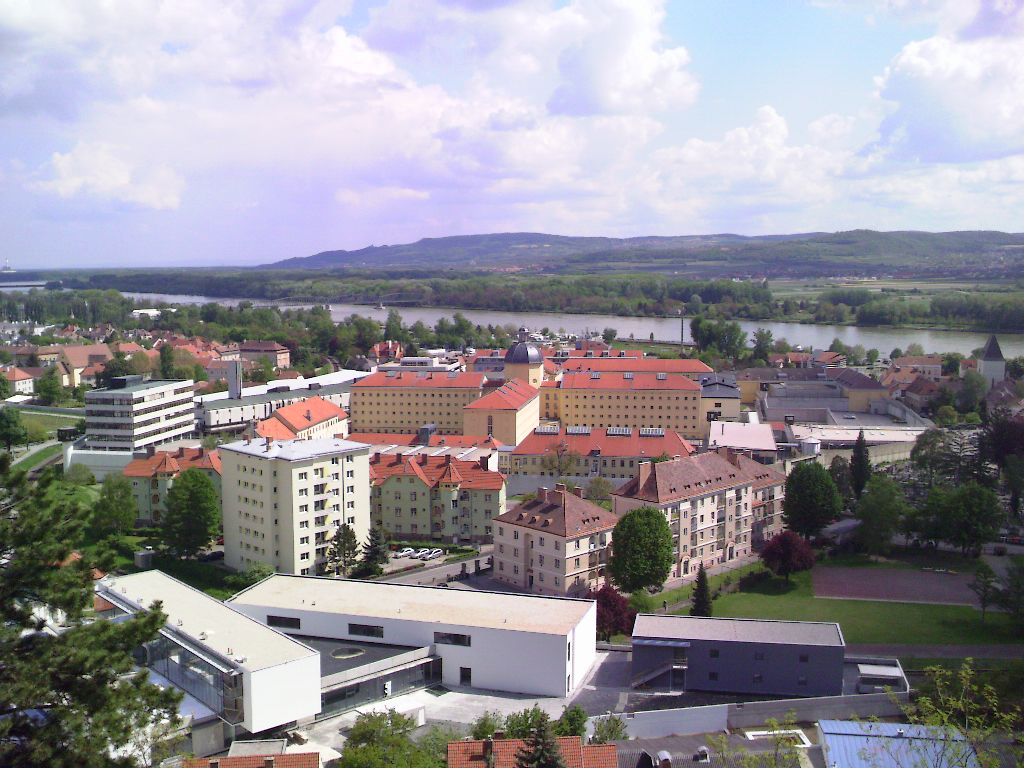
Die Strafvollzugsanstalt Stein in Krems

Die Strafvollzugsanstalten sind keinem Gericht angeschlossen, sondern decken meistens mehrere Gerichtssprengel ab. Sie sind zuständig für den Vollzug von Haftstrafen mit einer Dauer von über 18 Monaten bis lebenslänglich. Ausnahmen können nur dann gemacht werden, wenn die entsprechende Strafvollzugsanstalt nicht für die Einleitung des Vollzugs geeignet ist. In diesem Fall kann die Strafe im gerichtlichen Gefangenenhaus des heimatlichen Gerichtssprengels eingeleitet werden und der Strafgefangene wird erst anschließend in eine Strafvollzugsanstalt überstellt.
Von den 8 Strafvollzugsanstalten in Österreich sind 7 Männerstrafvollzugsanstalten. Daneben gibt es eine Frauenstrafvollzugsanstalt in Schwarzau am Steinfeld, welche auch für weibliche Jugendliche und den Maßnahmenvollzug bei Frauen zuständig ist. Lediglich fünf Prozent aller österreichischen Häftlinge sind weiblich.
Es gibt keine Vorschriften für die Unterbringung der Gefangenen unter Berücksichtigung ihrer Gefährlichkeit, jedoch entscheidet die Generaldirektion für den Strafvollzug und den Vollzug freiheitsentziehender Maßnahmen als weisungsbefugtes Vollzugsorgan in Fällen von überdurchschnittlicher Gefährdung durch den Gefangenen oder besonders langen Haftstrafen in der Regel auf eine Unterbringung in den Justizanstalten Graz-Karlau, Stein, Garsten oder Suben. Diese vier Justizanstalten sind damit hauptverantwortlich für den Vollzug von Freiheitsstrafen mit einer Dauer von mehr als 15 Jahren.

### Forensisch-Therapeutische Zentren
Neben der regulären Haftstrafe gibt es in Österreich die Möglichkeit, Straftäter in einem Forensisch-Therapeutischen Zentrum im Zuge des Maßnahmenvollzugs unterzubringen. Diese Unterbringung ist unabhängig von der begangenen Tat oder der zu verbüßenden Strafe, sie ist allein abhängig von der Gefährlichkeit des Täters. Ein Täter kann in eine Anstalt für gefährliche Rückfallstäter, eine Anstalt für entwöhnungsbedürftige Rechtsbrecher oder eine Anstalt für geistig abnorme Rechtsbrecher eingewiesen werden. Die erste Maßnahme bezieht sich auf die Gefährlichkeit des Täters, der Maßnahmenvollzug gegen entwöhnungsbedürftige Rechtsbrecher ist mit einer Zwangseinweisung in den Drogenentzug gleichzustellen und die Maßnahmen gegen geistig abnorme Rechtsbrecher haben den Charakter einer psychiatrischen Unterbringung.
Während der Vollzug für Maßnahmen gegen entwöhnungsbedürftige Rechtsbrecher in nahezu jeder Justizanstalt in Österreich durchgeführt werden kann (speziell dafür konzipiert ist nur die Justizanstalt Wien-Favoriten), ist für gefährliche Rückfallstäter eine Inhaftierung in der Justizanstalt Sonnberg in Hollabrunn und für geistig abnorme Rechtsbrecher eine Unterbringung entweder in den Forensisch-Therapeutischen Zentren Göllersdorf in Göllersdorf bzw. Asten (nicht Zurechnungsfähige) oder im Forensisch-Therapeutischen Zentrum Wien-Mittersteig (für Zurechnungsfähige) vorgesehen. Zusätzlich ist zur Behandlung weniger gefährlicher geistig abnormer Rechtsbrecher die Justizanstalt Asten als Forensische Psychiatrie eingerichtet.

### Jugendstrafvollzugsanstalten

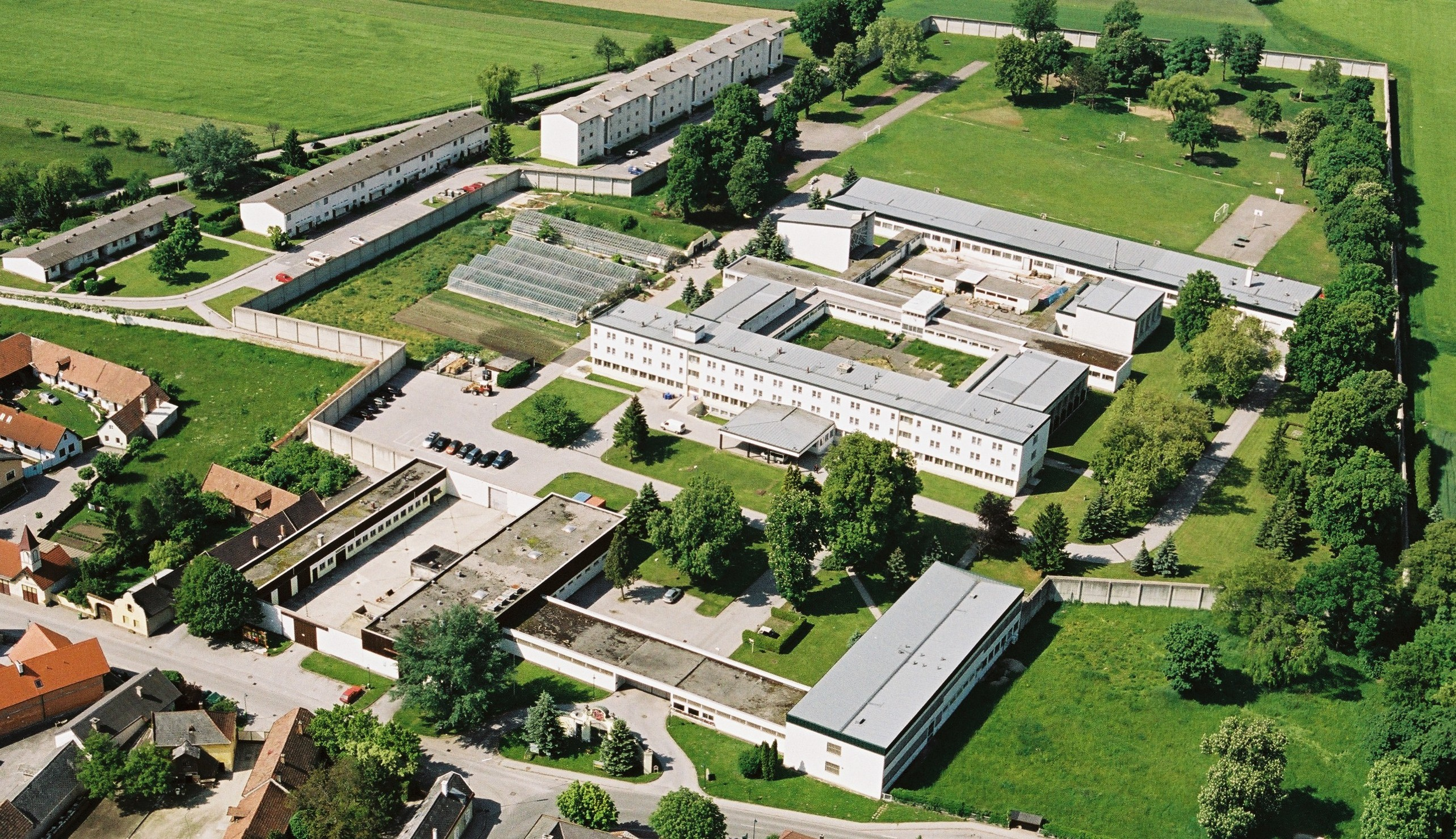
Luftaufnahme der Justizanstalt für Jugendliche Gerasdorf

Rund drei Prozent aller Häftlinge in Österreich sind Jugendliche (im Alter von 14 bis 18 Jahren), rund acht Prozent werden als „junge Erwachsene“ (18–21 Jahre) bezeichnet. In nahezu allen Justizanstalten gibt es eigene Jugendabteilungen, in denen männliche Jugendliche von 14 bis maximal 27 Jahren inhaftiert werden, daneben stehen in den forensisch-therapeutischen Zentren auch Abteilungen zur Unterbringung jugendlicher Insassen des Maßnahmenvollzugs zur Verfügung. Weibliche Jugendliche werden generell in der Frauenvollzugsanstalt Schwarzau inhaftiert. Bis zum Jahr 2024 bestand zudem eine eigene Justizanstalt für Jugendliche in Gerasdorf, bis 2003 war in Wien-Erdberg eine Justizanstalt für Jugendliche beim Jugendgerichtshof eingerichtet. Seit der Auflösung des Jugendgerichtshofs sind die jugendlichen Sträflinge in der Jugendabteilung D der Justizanstalt Wien-Josefstadt untergebracht. Aktuell wird angegliedert an die Justizanstalt Wien-Simmering eine neue zentrale Justizanstalt für Jugendliche am Münnichplatz in Kaiserebersdorf, einem Stadtteil Wiens, eingerichtet.
Generell können Erwachsene nur bis zu einem Alter von 24 Jahren im Jugendstrafvollzug untergebracht werden. Unter der Voraussetzung, dass sie nur noch maximal ein Jahr Strafe zu verbüßen haben, können sie auch darüber hinaus noch im Jugendstrafvollzug angehalten werden. Spätestens mit Vollendung des 27. Lebensjahres sind aber generell alle Häftlinge in Österreich im „Erwachsenenstrafvollzug“ unterzubringen. Sämtliche Sonderregelungen bezüglich des Jugendstrafvollzugs sind im siebten Abschnitt des Jugendgerichtsgesetzes 1988 geregelt.

## Standorte
Im gesamten Bundesgebiet bestehen insgesamt 24 Justizanstalten und vier Forensisch-Therapeutische Zentren. Diesen sind insgesamt 12 Außenstellen angegliedert, welche teilweise als landwirtschaftliche Betriebe geführt werden. Die Häftlinge können in Österreich im Normalfall zur Arbeit in den Gefängnisbetrieben verpflichtet werden.
In den einzelnen Bundesländern sind unterschiedlich viele Justizanstalten angesiedelt. Spitzenreiter unter den Ländern ist dabei Niederösterreich mit 10 Standorten. Die größte Strafvollzugseinrichtung in Österreich ist die Justizanstalt Wien-Josefstadt mit einer Kapazität von 1057 Insassen, das kleinste Gefängnis ist die Justizanstalt Wien-Mittersteig mit 95 Haftplätzen.

### Eigentümer der Liegenschaften
Von 28 in Österreich bestehenden Justizanstalten befinden sich 12 im direkten Eigentum der Republik. Dazu zählen alle Strafvollzugsanstalten sowie die Sonderanstalten Gerasdorf, Göllersdorf und Wien-Mittersteig und das gerichtliche Gefangenenhaus in Innsbruck. Außerdem sind die Gebäude von 8 Außenstellen Bundeseigentum. Die weiteren gerichtlichen Gefangenenhäuser und Außenstellen befinden sich im Besitz der Bundesimmobiliengesellschaft, einer Bau- und Verwaltungsgesellschaft, die sich wiederum selbst hundertprozentig im Besitz der Republik Österreich befindet.

### Geplante Justizanstalten
Insgesamt plante das Justizministerium ab dem Jahr 2007 bis zu 200 Millionen Euro für die Erneuerung und die Instandhaltung ihrer Gerichte und Justizanstalten auszugeben. Damit sollten auch zwei neue Justizzentren, also Gerichte mit angeschlossener Justizanstalt neu gebaut werden. Zudem werden und wurden die Justizanstalten in Feldkirch, St. Pölten, Krems, Eisenstadt und Graz umgebaut, erweitert und saniert.
Bereits für das Jahr 2010 war ursprünglich die Fertigstellung des Justizzentrums Wien-Baumgasse geplant. In der angeschlossenen Justizanstalt Wien-Baumgasse sollten 230 jugendliche Häftlinge, 90 Frauen und 100 Inhaftierte des Maßnahmenvollzugs untergebracht werden. Diese Planung wurde mittlerweile allerdings wieder verworfen.
Die zuletzt neu errichtete Justizanstalt ist der Neubau der Justizanstalt Salzburg außerhalb der Stadt Salzburg in der Gemeinde Puch bei Hallein, der im Jahr 2015 fertiggestellt wurde. Aktuell bestehen Pläne, die Justizanstalt Klagenfurt ebenfalls aus der Stadt Klagenfurt abzusiedeln und in einem Neubau außerhalb unterzubringen.

## Unterbringungsformen
Strafgefangene in Österreich werden im Normalvollzug in Gemeinschaftszellen untergebracht. Obgleich das Strafvollzugsgesetz für die Zeit der Nachtruhe eine Einzelunterbringung der Inhaftierten vorsieht, sind diese meistens aus organisatorischen Gründen auch in der Nacht in Gemeinschaftszellen eingeschlossen. Am Tag sind im Normalvollzug die Türen von Zellen und Gemeinschaftsräumen im Allgemeinen nicht verschlossen. Für den gesonderten Vollzug an Gefangenen mit psychischen Besonderheiten ist der Absatz zum Maßnahmenvollzug zu beachten.

### Einzelhaft
Ein Gefangener kann als besondere Form einer Disziplinarstrafe oder auf eigenen Wunsch einzeln inhaftiert werden. Falls der Häftling während der Zeit, die er in Einzelhaft verbringt, keine Besuche empfängt, muss er zumindest einmal am Tag von einem Beamten der Justizwache kontrolliert werden. Unterbringungen in Einzelhaft mit einer Dauer von über vier Wochen sind nur mit Zustimmung des Vollzugsgerichts zulässig, das darüber auf Antrag des Anstaltsleiters zu entscheiden hat. Dem Vollzugsgericht obliegt es außerdem, die Dauer der Einzelinhaftierung zu bestimmen. Bei einer Einzelunterbringung von Gefangenen über sechs Wochen hat der Häftling diese ausdrücklich zu verlangen und der Anstaltsarzt muss sie genehmigen.

### Gelockerter Vollzug
Bei entsprechender guter Führung können Häftlinge in Österreich im Rahmen ihrer Freiheitsstrafe im gelockerten Strafvollzug untergebracht werden. Die häufigste Form einer solchen Vollzugslockerung ist die Unterbringung im offenen Vollzug. In diesem Fall werden die Aufenthaltsräume der Strafgefangenen nicht mehr abgesperrt, sie können sich damit frei im Anstaltsgelände bewegen. Die Bewachung bei der Arbeit kann auch außerhalb der Anstalt beschränkt oder aufgehoben werden. Eine weitere Form der Vollzugslockerung kann mit der Berufsausbildung außerhalb der Justizanstalt gewährt werden. Dem Gefangenen können zudem zwei Ausgänge im Monat zugebilligt werden. Die Entscheidung über den gelockerten Vollzug obliegt immer dem jeweiligen Anstaltsleiter.
Als besondere Form der Vollzugslockerung gibt es seit dem Jahr 2001 in manchen Justizanstalten die Möglichkeit zu familiären Kontakten in speziell eingerichteten Langzeitbesucherräumen. In diesen können Strafgefangene, die sonst zu keiner Vollzugslockerung zugelassen wurden, ihre Familie für einen längeren Zeitraum zum Besuch empfangen. Diese als „Kuschelzellen“ bezeichneten Hafträume sind in der Öffentlichkeit umstritten.

### Erstvollzug
Falls ein Häftling zum ersten Mal eine Freiheitsstrafe in einem österreichischen Gefängnis verbüßt, muss er von den restlichen Gefangenen getrennt im Erstvollzug untergebracht werden. Gefangene, die eine Strafdauer von über drei Jahren zu verbüßen haben, können auf dieses Recht verzichten. Während des Tages ist diese Trennung allerdings nicht vorgesehen, sie wirkt sich nur auf die Zellenunterbringung der Häftlinge aus. Sträflinge, von denen ein schädlicher Einfluss auf Mitgefangene befürchtet wird, haben kein Recht auf Unterbringung im Erstvollzug.

### Fahrlässigkeitsvollzug
Strafgefangene, die wegen einer fahrlässig begangenen Straftat inhaftiert sind, haben ein Recht auf gesonderte Unterbringung. Zudem müssen solche Häftlinge an Unterrichtsstunden zur Unfallverhütung und an Erste-Hilfe-Kursen teilnehmen. Diese Unterbringungsform entfällt für Häftlinge, die bereits zweimal oder öfter wegen eines vorsätzlich begangenen Verbrechens rechtskräftig verurteilt wurden.

## Hausordnung
Gemäß § 25 des Strafvollzugsgesetzes hat jeder Häftling eine Hausordnung der Anstalt zu erhalten, in der die Rechte und Pflichten ersichtlich sind. Diese ist auch in Fremdsprachen zu übersetzen. Die Hausordnung ist für Österreich allgemein gültig, erlaubt aber lokale Abweichungen in einem Anhang.

### Ansuchen
Sämtliche Begehren sind schriftlich per Formular anzusuchen. Diese werden wochentags abgesammelt und danach bearbeitet. Ansuchen von Untersuchungshäftlingen, die die Außenwelt betreffen, müssen auch vom Haftrichter genehmigt werden, daher gibt es zwei unterschiedliche Formulare.
Ansuchen sind z. B. notwendig für:
- Kontakt zum Sozialen Dienst, Psychologischen Dienst oder Seelsorger
- Vorführung zum Arzt
- Besuchserlaubnis
- Telefonerlaubnis
- Erlaubnis für Bücherei- oder Gottesdienstbesuch
- Erwerb elektrischer Geräte
- Begleitung zur Depositenstelle, um Telefonnummern aus dem eingelagerten Telefon zu lesen
- Verlegung in einen anderen Haftraum bzw. eine andere Haftanstalt

### Hauskonto
Gefangenen ist der Handel mit Beschäftigten und anderen Insassen verboten. (§ 30 StVG) Um dies zu gewährleisten, dürfen sie weder Bargeld noch Wertvolles besitzen. Gelöst wird dies durch den Gefangenengeldverkehr (GGV) über das Hauskonto.
Jeder Häftling erhält ein mit seiner Nummer verknüpftes Hauskonto, auf dem dessen persönliches Geld verwaltet wird. Es kennt drei Bereiche:
- Eigengeld: bei Haftantritt mitgebrachtes Bargeld und Überweisungen von Außen
- Hausgeld: Entgelt durch Arbeit oder sonstige Belohnungen
- Rücklage: 50 % des Arbeitsentgeltes wird für die Zeit nach der Entlassung angespart

Während der Haft ist die Verwendung des Geldes nur für offizielle Einkäufe und Telefonkosten möglich. Auch Disziplinarstrafen werden vom Hausgeld bezahlt. Bei der Entlassung wird das Guthaben in bar ausbezahlt (§ 54 StVG).

### Arbeit

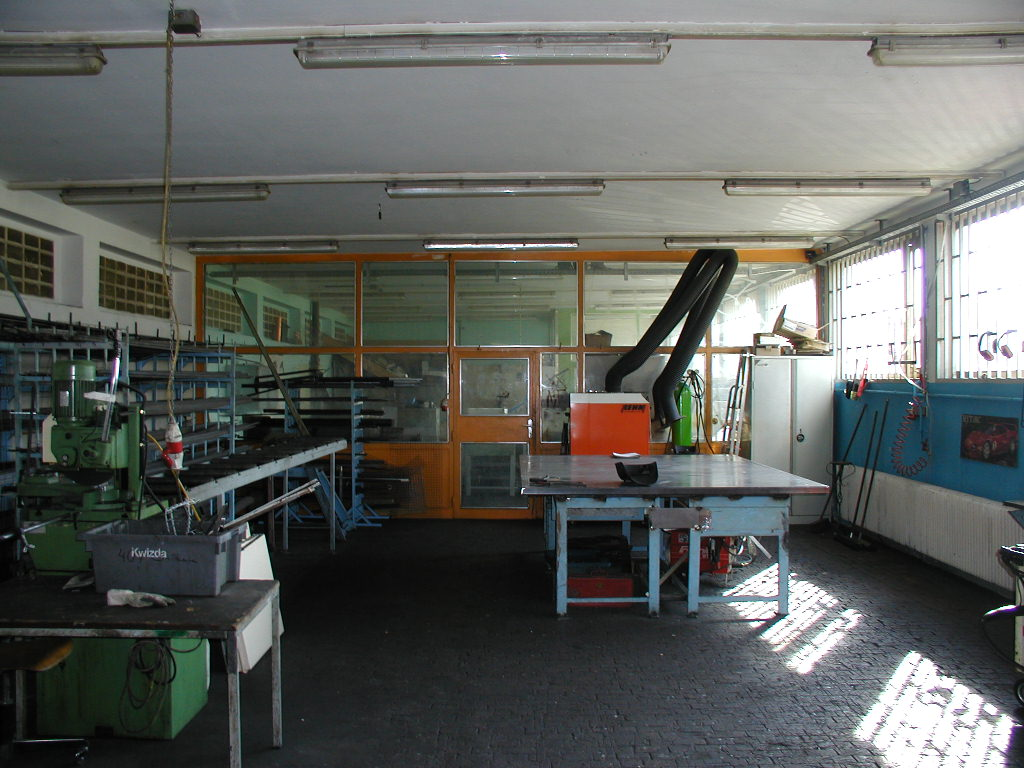
Schlossereiwerkstatt der Justizanstalt Gerasdorf

Strafgefange sind in der Regel verpflichtet, zu arbeiten. Diese Arbeit wird entlohnt, der Stundensatz beträgt zwischen vier und sechs Euro (§ 52 StVG). Kann jemandem kein Arbeitsplatz zur Verfügung gestellt werden, erhält er eine Entschädigung (Unbeschäftigtenvergütung). Pensionisten müssen nicht arbeiten. Untersuchungshäftlinge dürfen nach Antrag arbeiten, erhalten aber keine Entschädigung, wenn es keine Arbeit für sie gibt. Die Arbeitsvergütung kommt als Hausgeld und Rücklage auf das Hauskonto. Strafgefangenen werden aber vorher 75 % als Kostenbeitrag für den Strafvollzug abgezogen (§ 32 StVG).
Die möglichen Arbeiten sind in erster Linie solche, die den Betrieb der Anstalt betreffen (Küche, Wäscherei, Hausarbeiten, Elektriker, Installateur) und zusätzlich in Werkstätten, die je nach Anstalt betrieben werden (Schlosserei, Kfz, Tischlerei, Autoreinigung, Lohnarbeit). Dort ist oft auch ein Lehrabschluss möglich. Anstalten und Außenstellen in ländlichen Gebieten bieten auch landwirtschaftliche Tätigkeiten an.
Laut eines Untersuchungsberichts des Rechnungshofs betrug 2022 die durchschnittliche Beschäftigungsdauer 3,16 Stunden pro Werktag und Häftling. Während die Beschäftigungsquote am Land bis zu 94 % betrug, lag sie in Wien-Simmering bei nur 69 %.

### Einkaufsmöglichkeit
Häftlinge haben gemäß § 34 StVG einmal in der Woche die Möglichkeit zum „Bezug von Bedarfsgegenständen“. Diese auch „Ausspeise“ genannte Einkaufsmöglichkeit findet in einem eigenen Geschäftsraum in der jeweiligen Anstalt statt. Erhältlich sind Lebensmittel, Hygieneartikel, Schreibwaren und Rauchwaren. Elektrische Geräte wie Fernsehapparate, Radios und elektrische Rasierapparate dürfen nur nach Ansuchen an die Anstaltsleitung erworben werden. Bezahlt wird mit dem Geld auf dem Hauskonto, wobei die Verwendung von Eigengeld außer für den Erstbezug für Strafgefangene beschränkt ist (§ 91 StVG). Nachdem es am 14. November 1996 in der Justizanstalt Graz-Karlau bei der Ausspeise zu einer Geiselnahme kam, sind die Verkaufsräume in den meisten Justizanstalten heute mit Gittern und Wartebereichen abgesichert und der Warenverkauf erfolgt nicht mehr durch externes Personal.

### Kleidung
Gefangene erhalten bei Haftantritt eine Ausstattung mit Bekleidung, Bettwäsche und Handtüchern. Während früher das Tragen von privater Oberbekleidung eine Vergünstigung war, ist dies seit 2009 allgemeines Recht. Zu Beginn darf eine gewisse Grundausstattung mitgebracht bzw. abgegeben werden. Weitere Versorgung mit privaten Kleidungsstücken erfordert ein Ansuchen, Bekleidung für die Gerichtsverhandlung darf kurz vor dem Termin ohne Ansuchen abgegeben werden. Bei bestimmten Anlässen (Außenarbeiten mit Fluchtgefahr) kann das Tragen der Anstaltskleidung (hellblau und beige) vorgeschrieben werden. Private Kleidung wird in der Anstalt kostenlos gewaschen. Sie kann dazu einmal in der Woche in nummerierten Netz-Säcken abgegeben werden.

### Besuche
Dem Gefangenen ist mindestens einmal in der Woche der Empfang eines Besuches von 30 Minuten innerhalb der Besuchszeiten zu erlauben. Bei längerer Anreise des Besuchers bzw. längeren Besuchspausen ist die Zeit entsprechend anzupassen. Für wichtige persönliche, wirtschaftliche und juridische Erledigungen sind auch Besuche außerhalb der Besuchszeit möglich.
Je nach Anstalt werden aber zumindest zwei Besuche in der Woche erlaubt. Dafür kommen drei Arten in Frage:
- Scheibenbesuch: Trennung durch Glasscheibe, Gespräch mit Telefonhörern
- Tischbesuch: Gespräch am Tisch
- Langzeitbesuch: längere Besuche in einem eigenen Haftraum.

Besuche durch den Anwalt sind nicht an die Besuchszeiten gebunden, dafür stehen in den Landesgerichten auch eigene Kojen zur Verfügung. Sie dürfen nicht überwacht werden.
Während einzelner Wellen der COVID-19-Pandemie wurden Besuche zeitweise gänzlich ausgesetzt bzw. nur mehr Scheiben- statt Tischbesuche erlaubt. Stattdessen wurden Videokonferenzen über Zoom angeboten.

### Telefonieren
Gemäß § 96a StVG ist dem Insassen aus „berücksichtigungswürdigen Gründen“ das Telefonieren zu erlauben. Eine generelle Genehmigung von Telefongesprächen entspricht nicht dem Gesetz, wird aber sehr oft als „Vergünstigung“ gewährt. Im Rahmen des Spaziergangs hat dann der Insasse die Möglichkeit Telefonate zu führen. Im Gelockerten Vollzug ist das auch zu anderen Zeiten möglich. Seit einem Umbau 2015 stehen österreichweit einheitliche spezielle Telefonapparate der Firma PKE Electronics AG zur Verfügung, die über den privaten Anbieter Talk2U arbeiten. Der Zugang erfolgt durch Eingabe der Häftlingsnummer und einer PIN. Es können jedoch nur persönlich erlaubte Nummern gewählt werden, d. h. es werden nach Antrag bis zu fünf Telefonnummern freigeschaltet, Anwalt und Bewährungshelfer sind noch zusätzlich erlaubt. Das Wertguthaben muss zudem zuvor vom Hauskonto aufgeladen werden. Da das Guthaben bei der Firma direkt verwaltet wird, kann es auch bei einer Verlegung in eine andere Anstalt weiter verwendet werden. Bei der Entlassung erfolgt die Auszahlung direkt durch den Anbieter. Die Gesprächszeit ist technisch nicht begrenzt. Die Gespräche können mitgehört und aufgezeichnet werden, eine automatische Ansage weist am Beginn jedes Gespräches darauf hin. Die Tarife betragen ungefähr das Doppelte von den sonst üblichen. Das ist aber billiger als vor 2015, als es österreichweit drei unterschiedliche Systeme mit untereinander nicht austauschbaren Wertkarten oder Codes gab.

### Rundfunkempfang
Für den Radioempfang erhält der Gefangene einen Kopfhörer, mit dem fix eingestellte Radioprogramme gehört werden können. Dazu wird der Stecker in die jeweilige Buchse beim Bett gesteckt. In den letzten Jahren wurden in vielen Justizanstalten die Hafträume mit eigenen Fernsehgeräten ausgestattet. Über Kabelfernsehen sind damit lokale (ORF und Private), deutsche und auch internationale Sender frei verfügbar. Es gibt dafür keine zeitliche Beschränkung, außer dass die Nachtruhe eingehalten werden muss.

### Gesundheitsversorgung
Häftlinge (auch Untersuchungshäftlinge) sind nicht krankenversichert (§ 89 ASVG Abs. 1–2). Die Anstalten haben eigene Krankenstationen mit Ärzten und Pflegepersonal. Neben praktischen Ärzten gibt es auch Verträge mit Zahnärzten, Psychiatern und Psychologen. Alle anderen externen Leistungen bei Krankenanstalten, Fachärzten und Laboren müssen von der Justiz bezahlt werden, wobei hier der Privatpatientarif gilt. Ein hoher Betrag sind hier die Kosten für die externe Unterbringung geistig abnormer Rechtsbrecher. Da keine Versicherungsanstalt interessiert ist, diese Personengruppe, von der kaum Beiträge bezahlt würden, zu versichern, sind bis jetzt Bemühungen zur Versicherung der Häftlinge gescheitert. Schon jetzt muss die dafür am ehesten infragekommende Österreichische Gesundheitskasse sämtliche Gruppen versichern, die mehr kosten als sie einzahlen: Arbeitslose, Asylwerber, ... Vor 2013 gab es eine Beteiligung der Länder an den Kosten bei den öffentlichen Krankenhäusern, die jedoch mit 2014 auslief. Seitdem stiegen die Kosten von 74 Mio. auf 94 Mio. im Jahre 2018. Zu diesen Kosten kommen noch Transport- und Bewachungskosten für die Untersuchungen und Behandlungen bei den externen Gesundheitsdienstleistern. Der Häftling hat jedoch das Recht, auf eigene Kosten einen Privatarzt heranzuziehen (§ 10 AnhO Abs. 5). Tritt ein Häftling in den Hungerstreik, sind Aufklärungsgespräche und tägliche Untersuchungen vorgeschrieben, jedoch keine Zwangsernährung erlaubt (§ 10 AnhO Abs. 4).

## Organisation und Kontrolle
Sämtliche österreichischen Justizanstalten unterstehen dem Bundesministerium für Justiz als Oberster Vollzugsbehörde, wobei innerhalb des Justizministeriums die Sektion II, Generaldirektion für den Strafvollzug und den Vollzug freiheitsentziehender Maßnahmen, zuständig ist. Neben der obersten Vollzugsbehörde sind die Volksanwaltschaft sowie weitere staatliche und internationale Organisationen zur Kontrolle des Strafvollzugs in Österreich berechtigt.

### Generaldirektion

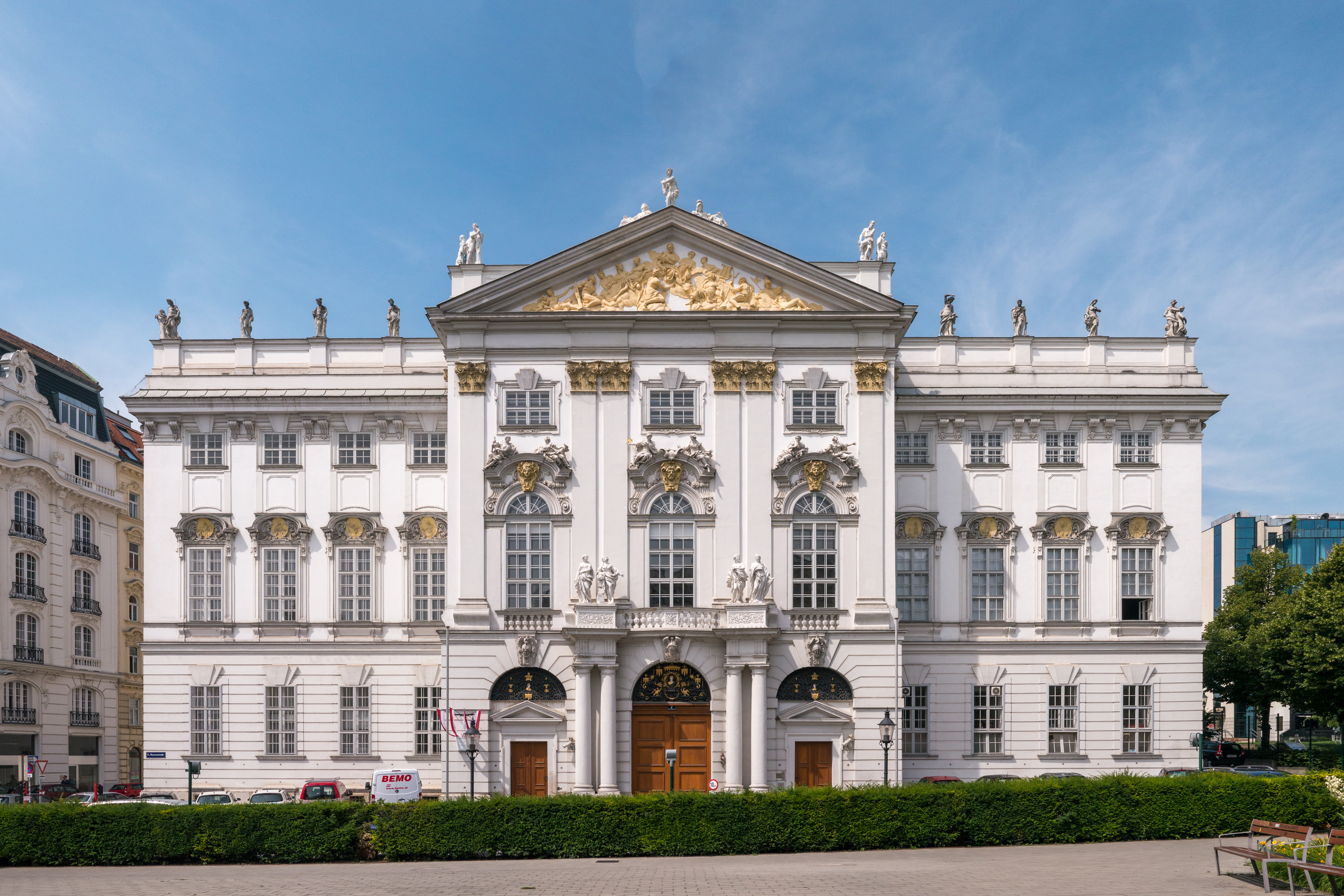
Das Bundesministerium für Justiz, Sitz der Generaldirektion.

Bis zum 1. Juli 2015 war die Vollzugsdirektion (offiziell Direktion für den Vollzug freiheitsentziehender Maßnahmen) als eigenständige und dem Bundesministerium für Justiz weisungsbefugt unterstellte Vollzugsoberbehörde eingerichtet. Nach einer Reihe von Vorfällen im Strafvollzug, die ein negatives Licht auf diesen warfen, entschied sich Justizminister Wolfgang Brandstetter schließlich, die Vollzugsoberbehörde wieder in das Justizministerium einzugliedern. Die nunmehr neu geschaffene Generaldirektion für den Strafvollzug und den Vollzug freiheitsentziehender Maßnahmen ist eine Sektion des Bundesministeriums für Justiz und nimmt auch die bislang durch das Strafvollzugsgesetz der Vollzugsoberbehörde übertragenen Aufgaben wahr. Sie ist die oberste Instanz bei vollzugsrechtlichen Entscheidungen und regelt beinahe alle Bereiche der einzelnen Justizanstalten. Sie ist genauso für die Errichtung und Erhaltung der Gefängnisse zuständig, wie für den ordnungsgemäßen Betrieb selbiger. Ihr kommen eine Vielzahl von Entscheidungen zu, angefangen von Sanktionen gegen Häftlinge über Freigänger bis hin zur Entlassung von Gefangenen. Hierzu ist die Generaldirektion in vier Abteilungen unterteilt, die nach strategischen und operativen Ausrichtungen voneinander getrennt sind.

### Vollzugssenate
Das am Sitz desjenigen Oberlandesgerichts, in dessen Sprengel die Strafe vollzogen wird, bestehende Landesgericht entscheidet durch einen Vollzugssenat (§ 18 StVG) über Beschwerden der Strafgefangenen (§ 16 Abs 3StVG). Die Vollzugssenate setzen sich aus zwei Berufsrichtern, von denen einer den Vorsitz führt, und einem Vollzugsbediensteten als fachkundiger Laienrichter zusammen. Die fachkundigen Laienrichter werden vom Bundesminister für Justiz auf Vorschlag des Präsidenten des Oberlandesgerichts für eine Dauer von sechs Jahren bestellt.
Gegen Entscheidungen des Justizministeriums in Angelegenheiten des Strafvollzugs sowie gegen Entscheidungen der Vollzugssenate der Landesgerichte ist eine Beschwerde an das Oberlandesgericht Wien zulässig (§ 16a StVG), das dabei eine bundesweite Zuständigkeit übernimmt. Das Oberlandesgericht Wien entscheidet ebenfalls durch einen Vollzugssenat, der aus einem Berufsrichter und zwei Vollzugsbediensteten besteht.
Bis zum 31. Dezember 2013 wurden die Aufgaben der Vollzugssenate durch weisungsfreie Verwaltungsbehörden, den sogenannten Vollzugskammern besorgt, denen ebenfalls ein Berufsrichter als Vorsitzender angehörte. Diese Vollzugskammern mussten jedoch aufgrund der mit der Verwaltungsgerichtsbarkeits-Novelle 2012 verbundenen Abschaffung des administrativen Instanzenzugs aufgelöst werden.

### Volksanwaltschaft und andere Kontrolleinrichtungen
Zur externen Kontrolle der Einhaltung der Menschenrechte im Justizvollzug ist die Volksanwaltschaft berufen, die zu diesem Zweck einen Menschenrechtsbeirat und diesem angegliederte regionale Kommissionen eingesetzt hat. Diese Kommissionen können im Auftrag der Volksanwaltschaft die Zustände in allen Einrichtungen, in denen Personen mit staatlicher Befugnis gegen ihren Willen festgehalten werden, jederzeit prüfen. Die Volksanwaltschaft hat über die Prüfungsergebnisse dem Parlament jährlich Bericht zu erstatten.
Daneben gibt es noch das Europäische Komitee zur Verhütung von Folter und unmenschlicher oder erniedrigender Behandlung oder Strafe, eine internationale Organisation zur Folterprävention. Dieses besuchte bislang sechsmal österreichische Haftanstalten, zuletzt im September 2014. Zahlreiche andere Nichtregierungsorganisationen wie beispielsweise Amnesty International überwachen zudem regelmäßig die Zustände in den österreichischen Gefängnissen.

## Statistik
In ganz Österreich befanden sich im Jänner 2020 8354 Personen in Haft, was ungefähr 0,1 % der österreichischen Gesamtbevölkerung entspricht. Am Stichtag 1. Jänner 2019 kamen auf insgesamt 8616 Haftplätze 8354 Häftlinge (inkl. U-Haft). 5907 Insassen befanden sich in Strafhaft (davon waren 440 Insassen weiblich und 311 in elektronisch überwachtem Hausarrest), 1742 in Untersuchungshaft. Zuvor hatte es im Juli 2009 noch etwa 8.400 Haftinsassen gegeben, im Frühjahr des Jahres 2008 waren dagegen mehr als 8.600 Inhaftierte in österreichischen Gefängnissen untergebracht. Hauptgrund für diese kurzfristig zurückgegangenen Häftlingszahlen dürfte das Anfang 2008 in Kraft getretene Haftentlastungspaket gewesen sein, das es ermöglichte, im Vergleich zum Vorjahreszeitraum etwa 900 Personen weniger in Haft zu haben (8.044 Insassen im Juli 2008; 8.973 Insassen im Juli 2007).
2019 waren 4290 (46 %) der Insassen mit österreichischer Staatsbürgerschaft, 1682 (18 %) andere EU-Bürger und 3357 (36 %) Drittstaatenangehörige.
Der Anteil der Strafgefangenen mit einer Haftdauer bis zu einem Jahr beträgt 40 %, der von ein bis fünf Jahren 46 %, 15 % haben Haftstrafen mit einer Dauer von mehr als fünf Jahren zu verbüßen. Die höchste Strafe, die ein österreichisches Gericht über eine Person verhängen kann, ist nach § 18 Strafgesetzbuch die Freiheitsstrafe auf Lebensdauer. Zum Stichtag 1. November 2019 verbüßten 204 Personen eine lebenslange Haftstrafe in österreichischen Gefängnissen. Durchschnittlich werden Gefangene, die zu „lebenslänglich“ verurteilt wurden, nach 21 Jahren auf Bewährung bedingt entlassen. Allerdings gibt es auch Täter, die weitaus länger in Haft gehalten werden, wie etwa der Fall von Harald Sassak beweist, der seit dem Jahr 1974 bis kurz vor seinem Tod im Jahr 2013 eine lebenslange Freiheitsstrafe verbüßte. In der Regel werden solche Häftlinge mit sehr langen Freiheitsstrafen in den Strafvollzugsanstalten Graz-Karlau, Stein oder Garsten untergebracht. Weibliche Gefangene mit lebenslanger Haftstrafe befinden sich generell in der Justizanstalt Schwarzau.

### Personal und Budget
Insgesamt waren im Jahr 2019 in den österreichischen Justizanstalten rund 4000 Bedienstete tätig. 81 % davon sind Justizwachebedienstete, arbeiteten also als Aufsichts- und Betreuungspersonen für die Häftlinge. 671 davon gehörten der Justizwache Einsatzgruppe an, einer Sondereinheit der österreichischen Justizwache.
Im Jahr 2019 waren daneben noch 80 Sozialarbeiter, 57 Ärzte, 66 Psychologen und Psychotherapeuten sowie 14 Pädagogen im österreichischen Strafvollzug beschäftigt. Die Zahl der angestellten Ärzte vermehrte sich von 1997 bis 2007 um etwa 20 %, die Gesamtmitarbeiterzahl um etwa 25 %. Gleichzeitig stieg allerdings auch die Gesamtzahl der Inhaftierten kontinuierlich an. So waren Anfang der 90er-Jahre noch etwa 6800 Personen in Österreich inhaftiert, in den darauf folgenden Jahren stiegen die Häftlingszahlen jedoch rapide an, bis schließlich 2019 über 8350 Personen in den Justizanstalten untergebracht waren.
Der Aufwand für den Strafvollzug betrug im Jahr 2019 rund 518 Millionen Euro (davon 228 Millionen Personalaufwand, 250 Millionen sachbezogene Kosten und 40 Mio. für Bewährungshilfe). Durch den Arbeitsdienst in den Justizanstalten konnten zudem Einnahmen von 62 Millionen Euro erwirtschaftet werden (Vollzugskostenbeiträge, Erträge für Verkauf von Produkten und Leistungen, Beiträgen der Länder). Die durchschnittlichen Kosten für einen Hafttag betragen somit ca. 130 Euro, wobei der Maßnahmenvollzug beträchtlich teurer ist, besonders wenn eine Unterbringung in psychiatrischen Krankenanstalten erfolgt.
Da Häftlinge nicht krankenversichert sind, sind die Behandlungskosten auch aus dem Jusizbudget zu leisten. 2018 betrugen diese rund 95 Mio. Euro.

### Ausbrüche und Ausbruchsversuche
In den letzten Jahren ist die Zahl der Ausbrüche und Ausbruchsversuche in Österreich stark zurückgegangen. Bei Fluchten aus den Justizanstalten wird zwischen Ausbrüchen (aus dem geschlossenen Bereich), Entweichungen (aus dem nicht geschlossenen Bereich, aus dem offenen Vollzug oder einer Ausführung) und Nichtrückkehr von einer Vollzugslockerung unterschieden. Waren Mitte der 90er-Jahre noch bis zu 50 Ausbrüche im Jahr zu verzeichnen, so gibt es heute kaum noch erfolgreiche Ausbruchsversuche. Eine Ausnahme von dieser zurückgehenden Statistik stellt das Jahr 2005 dar, in dem 17 Personen die Flucht aus einem österreichischen Gefängnis gelang. Grund für die Abnahme ist eine zunehmende Modernisierung der Sicherheitstechnik in den Justizanstalten.
Im Gegensatz zu manchen anderen Ländern ist der Ausbruch eines Gefangenen aus dem Strafvollzug in Österreich kein strafbares Delikt. Ein Gefängnisausbruch kann somit für den Gefangenen nur eine anstaltsinterne disziplinäre Strafe nach sich ziehen. Wer jedoch einen Gefangenen befreit oder befreien will, macht sich der Befreiung von Gefangenen nach § 300 StGB schuldig, es sei denn, man ist selbst Gefangener.

### Suizide und Suizidversuche
Durchschnittlich nehmen sich jedes Jahr bis zu 15 Häftlinge in österreichischen Justizanstalten das Leben. Suizide begehen aber nicht nur Insassen mit mehrjährigen Haftstrafen, sondern regelmäßig auch Untersuchungshäftlinge und (hier nicht eingerechnet) Schubhäftlinge. Von 1947 bis 1999 gab es 410 dokumentierte Suizide im österreichischen Strafvollzug. Als Ursache für die meisten Selbstmorde wird von Experten der hohe Stress besonders bei Neuankömmlingen vermutet. Bei der Hälfte aller Suizide ging ein erfolgloser Suizidversuch voraus, in 37 Prozent der Fälle ging dem Selbstmord eine explizite Ankündigung voraus.
In den letzten Jahren war die Anzahl der Suizide jedoch rückläufig. Gab es 2018 noch zwölf, waren es 2019 neun, 2020 acht und 2022 nur mehr sechs Fälle. Nur das Pandemiejahr 2021 mit den Kontaktbeschränkungen war mit 15 ein Ausreißer.
Zur Prävention wird das VISCI (Viennese Instrument for Suicidality in Correctional Institutions) angewandt. Dieses hat eine Ampel für die aktuell bestehende Gefahrenstufe. Äußert ein Häftling Selbstmordgedanken, erhält er den Status VISCI rot (hohe Gefahr, keine Einzelhaft bzw. Videoüberwachung, Vorführung zum Psychiater) oder VISCI gelb (Gefahr, keine Einzelhaft bzw. längeres Alleinsein). Die Verhängung von Maßnahmen und das Herabstufen der Ampelfarbe obliegt dem Psychiater. Der VISCI-Status ist auch an der Zellentür angebracht. Die Maßnahmen reichen von Unterbringung in einem Sonderhaftraum (Gummizelle), Videoüberwachung in eigenen Zellen (keine Kabel, kein Besteck, kein Geschirr usw.) bis zum Verbot, längere Zeit allein in der Zelle zu sein.
„Selbstbeschädigung“ ist gemäß § 27 StVG ausdrücklich verboten.